# Open Barletta 2022
L'Open Barletta 2022 è stato un torneo maschile di tennis professionistico. È stata la 22ª edizione del torneo, facente parte della categoria Challenger 80 nell'ambito dell'ATP Challenger Tour 2022, con un montepremi di 45 730 €. Si è svolto dall'11 al 17 aprile 2022 sui campi in terra rossa del Circolo Tennis "Hugo Simmen" di Barletta, in Italia.

## Partecipanti

### Teste di serie
| Nazionalità | Giocatore          | Ranking* | Testa di serie |
| ----------- | ------------------ | -------- | -------------- |
| Francia     | Gilles Simon       | 136      | 1              |
| Portogallo  | Nuno Borges        | 143      | 2              |
| Rep. Ceca   | Zdeněk Kolář       | 150      | 3              |
| Austria     | Jurij Rodionov     | 162      | 4              |
| Italia      | Franco Agamenone   | 167      | 5              |
| Francia     | Enzo Couacaud      | 179      | 6              |
| Francia     | Constant Lestienne | 188      | 7              |
| Polonia     | Kacper Żuk         | 189      | 8              |

* Ranking al 4 aprile 2022.

### Altri partecipanti
I seguenti giocatori hanno ricevuto una wild card per il tabellone principale:
- Luca Nardi
- Oleksandr Ovcharenko
- Francesco Passaro

I seguenti giocatori sono entrati in tabellone come alternate:
- Evgenij Karlovskij
- Jelle Sels
- Aleksandr Ševčenko

I seguenti giocatori sono passati dalle qualificazioni:
- Luciano Darderi
- Titouan Droguet
- Lucas Gerch
- Francesco Forti
- Matteo Arnaldi
- Miljan Zekić

## Campioni

### Singolare
Nuno Borges ha sconfitto in finale  Miljan Zekić con il punteggio di 6-3, 7-5.

### Doppio
Evgenij Karlovskij /  Evgenii Tiurnev hanno sconfitto in finale  Ben McLachlan /  Szymon Walków con il punteggio di 6-3, 6-4.